# Huset på Carroll Street
Huset på Carroll Street är en amerikansk film från 1988 i regi av Peter Yates. I huvudrollerna ses Kelly McGillis och Jeff Daniels.

## Handling
USA 1951. Emily Crane (Kelly McGillis) får sparken från sitt jobb efter att ha vägrat att uppge namn på personer inlandade i förment ”antiamerikansk verksamhet”. Hon tar anställning som sällskapsdam åt en äldre kvinna, Miss Venable (Jessica Tandy). 
En dag råkar hon höra en diskussion på tyska i ett närbeläget hus. Hon märker att en av personerna är den åklagare (Mandy Patinkin) som är satt att utreda hennes fall. Crane börjar på egen hand att undersöka detta märkliga sammanträffande och ber FBI-agenten Cochran (Jeff Daniels) om hjälp. Det visar sig att man planerar att smuggla in nazityska krigsförbrytare in i landet. Crane och Cochran blir allt djupare indragna i ett livsfarligt spel...

## Rollista (urval)
- Kelly McGillis - Emily Crane
- Jeff Daniels - Cochran
- Mandy Patinkin - Ray Salwen
- Jessica Tandy - Miss Venable
- Jonathan Hogan - Alan
- Remak Ramsay - Senator Byington
- Kenneth Welsh - Hackett

## Om filmen
Den prisbelönta kostymören Rita Ryack designade bland annat rollfiguren Emily Cranes 50-talsinspirerade klänningar.